# Dana 44
O Dana 44, também conhecida por Dana/Spicer modelo 44, é um modelo de eixo para automóveis produzido pela Dana Corporation.

## Atalhos externos
- Spicer parts: Dana 44™ Front Crate Axle